# Nga Liên
Nga Liên là một xã thuộc huyện Nga Sơn, tỉnh Thanh Hóa, Việt Nam.

## Thông tin địa lý
Xã Nga Liên có diện tích: 4,50 km². Theo Tổng điều tra dân số năm 1999, xã Nga Liên có dân số 7.394 người.
Xã Nga Liên nằm ở phía đông huyện Nga Sơn. Địa giới hành chính như sau: 
- Phía đông giáp các xã Nga Thái và Nga Tiến;
- Phía nam giáp các xã Nga Tiến, Nga Tân và Nga Thanh;
- Phía tây giáp các xã Nga Thanh, Nga Yên và Nga Hải;
- Phía bắc giáp các xã Nga Thành và Nga An.

## Hành chính
Năm 1977, huyện Nga Sơn sáp nhập với huyện Hà Trung thành huyện Trung Sơn, xã Nga Liên thuộc huyện Trung Sơn. Năm 1982 huyện Trung Sơn chia tách thành hai huyện như cũ, xã Nga Liên lại thuộc huyện Nga Sơn.
Xã Nga Liên ngày nay gồm các làng (xóm):
| STT | Tên thôn/xóm/ấp/khu phố | Mã bưu chính |
| --- | ----------------------- | ------------ |
| 1   | Xóm 1                   | 443731       |
| 2   | Xóm 2                   | 443732       |
| 3   | Xóm 3                   | 443733       |
| 4   | Xóm 4                   | 443734       |
| 5   | Xóm 5                   | 443735       |
| 6   | Xóm 6                   | 443736       |
| 7   | Xóm 7                   | 443737       |
| 8   | Xóm 8                   | 443738       |
| 9   | Xóm 9                   | 443739       |